# Barrera d'esculls de Belize
El Sistema de Reserves de l'Escull Barrera de Belize és una sèrie d'esculls de corall que s'ubiquen a una distància variable de la costa de Belize: a uns 300 metres de la costa al nord, i a uns 40 quilòmetres al sector sud. Té una longitud aproximada de 300 quilòmetres, i forma el cor del Sistema Mesoamericà d'Esculls de Corall o el Gran Escull Maia (entre 600 i 700 milles, uns 965 i 1.126 quilòmetres de llargària), que és el segon sistema d'esculls de corall més gran del món després de la Gran Barrera de Corall d'Austràlia. És la destinació turística més important de Belize; atrau la meitat dels seus 260.000 visitants, així mateix és vital per a la seva indústria pesquera.
Es calcula que començà a formar-se fa uns 500 milions d'anys abans que existís l'espècie humana. És un dels esculls de corall més grans del mar Carib i del planeta. Existeix una fascinadora formació anomenada L'Ull, que no és més que un atol coral·lí. Conté una gran diversitat d'espècies, entre elles el tauró coral·lí i el tauró llimona, així com espècies de corall suau com el ventall marí, i durs com el corall cervell. Entre els colors del corall hi pot haver blanc, verd, rosat, vermell, violeta, i fins i tot negre. També hi ha gran quantitat de peixos de colors variats i així poden confondre's amb l'escull de corall; per això es diu que és la llar d'una gran vida marina. Fa uns 350 quilòmetres de llarg i uns 25 quilòmetres de la costa. Forma una resplendent línia blanca des d'illot Ambergis, al nord de Belize, fins a l'illot Ranguana, al sud. Aquest gran escull coral·lí fa que el mar sigui molt tranquil a les costes perquè l'escull barrera deté les onades fortes.
La combinació dels efectes dels huracans i les aigües molt càlides pot ser devastadora pels esculls, cosa que Belize ja ha experimentat amb l'huracà Mitch (1998), ja que hi va haver una pèrdua del 50% en la vida dels coralls el 1997-1998, a causa de la sedimentació i les pluges huracanades.
Charles Robert Darwin la va descriure com "the most remarkable reef in the West Indies" ('la barrera més important de les Índies Orientals') el 1842.

## L'espècie
L'escull coral·lí de Belize és l'hàbitat d'una gran varietat de plantes i animals i un dels ecosistemes més diversos del món:
- 70 espècies de corall dur.
- 36 espècies de corall tou, amb l'espècie Alcyonacea.
- 500 espècies de peixos.
- Centenars d'espècies d'invertebrats.

S'estima que només se n'ha descobert el 10% de totes les espècies, per la qual cosa encara se n'ha d'investigar el 90% restant.

## Protecció ambiental

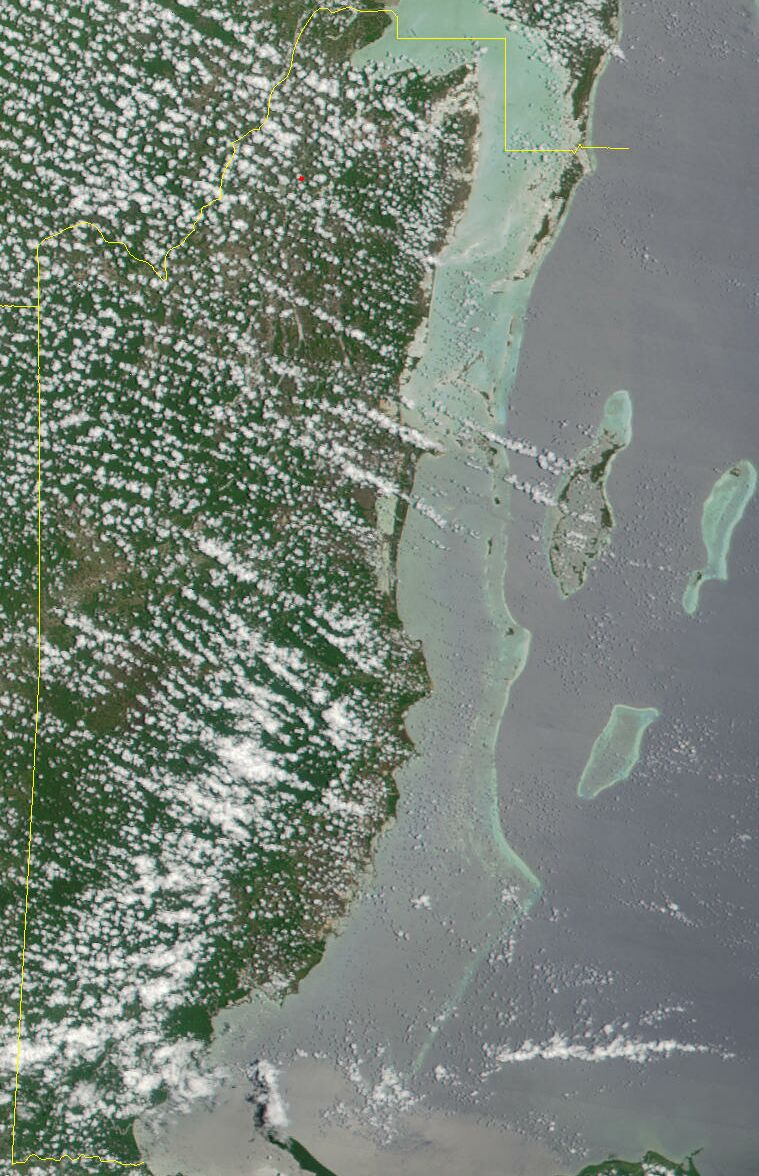
El gran escull coral·lí és clarament visible al llarg de la costa beliziana

Una gran part de l'escull està protegida pel Sistema de Reserves de la Barrera de l'Escull de Belize, que inclou set reserves marítimes, 450 illots, i tres atols. Això totalitza 960 km² de superfície, incloent-hi:
- Reserva Marina de Glover's Reef (en anglès, Glover's Reef Marine Reserve).
- El gran forat blau.
- Monument Natural de l'illot de Half Moon (en anglès, Half Moon Caye Natural Monument).
- Reserva Marina de l'illot de South Water (en anglès, South Water Caye Marine Reserve).[6]
- Reserva Marina de Hol Chan (en anglès, Hol Chan Marine Reserve).
- I els illots d'Ambergris Caye, Caye Caulker, Caye Chapel, St. George's Caye, English Caye, Rendezvous Caye, Gladden Caye, Ranguana Caye, Long Caye, Maho Caye, Blackbird Caye i Three Coner Caye, entre d'altres.

A causa de la seva excepcional bellesa natural, pels seus processos ecològics i biològics, i perquè conté els hàbitats més importants per a la conservació de diversitat biològica (criteris vii, ix, i X), el Sistema de la Reserva ha estat elevat a la categoria de Patrimoni de la Humanitat l'any 1996.
Malgrat aquestes mesures protectores, l'escull està amenaçat per la contaminació oceànica, el turisme incontrolat, el trànsit marítim i la pesca. Els huracans, l'escalfament global i l'increment de la temperatura de l'oceà en són altres amenaces significatives. Aquestes són les causes del blanqueig del corall; des del 1998, un 40% de l'escull de corall de Belize ha estat afectat per aquest fenomen. A causa d'això, el Comitè de la UNESCO va decidir incloure'l el 2009 en la llista del Patrimoni de la Humanitat en perill.